# Milena Miconi
Milena Miconi (Roma, 15 dicembre 1971) è un'attrice, showgirl ed ex modella italiana.

## Biografia
Nata da Osvaldo, tappezziere e Maria Grazia, casalinga, originari del quartiere romano di Torre Maura, dopo aver studiato recitazione, nei primi anni novanta inizia la sua carriera come attrice di fotoromanzi e come modella. È testimonial dell'organizzazione Parent Project.
Esordisce in teatro con lo spettacolo, Atti Unici di Neil Simon, diretta da Antonio Serrano, poi nel 1985 recita in Se ne cadette 'o Teatro, per la regia di Bruno Colella e nel 1993 ne La voglia matta di Attilio Corsini. Nel 1997 fa il suo esordio sul grande schermo e partecipa a due film: Finalmente soli, diretto da Umberto Marino, in una parte minore, e Fuochi d'artificio, per la regia di Leonardo Pieraccioni nel ruolo di Virginia. È poi la volta della televisione, con la partecipazione a una puntata di Un posto al sole, nel ruolo di una ladra d'auto. Segue nel 1998 la serie televisiva S.P.Q.R., diretta da Claudio Risi e Anni '50, per la regia di Carlo Vanzina nel ruolo di Nadia. Ritorna in teatro con Il giorno della civetta di Fabrizio Catalano; recita nella commedia I tre moschettieri, per la regia di Pino Ammendola e Nicola Pistoia e debutta al Salone Margherita di Roma con lo spettacolo di Castellacci & Pingitore dal titolo Buffoni e Piacioni.
Poi è ancora in televisione, nel 2000, con la partecipazione all'episodio di Don Matteo intitolato Il fuoco della passione, diretto da Enrico Oldoini; poi all'episodio di Tequila & Bonetti, intitolato Crimini d'estate, nel ruolo di Luisa; quindi viene chiamata da Pier Francesco Pingitore allo spettacolo La casa delle beffe, nel ruolo di Paola/Rossana e debutta su Canale 5 con Il Bagaglino come primadonna nel varietà BuFFFoni, con Pippo Franco, Leo Gullotta e Oreste Lionello. Chiude l'anno 2000 in teatro, a dicembre, con lo spettacolo di Castellacci & Pingitore Burini e Cocottes, con Oreste Lionello, Martufello e Manlio Dovì, in scena sempre al Salone Margherita di Roma.
Partecipa, quindi, al varietà, tra teatro e TV, come primadonna di Saloon in onda su Canale 5 con Il Bagaglino e Attenti al buffone, per la regia di Bruno Colella. È poi impegnata ancora in televisione da Sanremo per il programma del quarantesimo Premio TV - Premio regia televisiva, che conduce insieme a Daniele Piombi e nella trasmissione Donne & Viaggi su Rete 4. Recita quindi nelle serie Carabinieri 2-3, per la regia di Raffaele Mertes nel ruolo del magistrato Claudia Morresi e interpreta il sindaco di Gubbio, Laura Respighi, nella serie di Don Matteo 4, con Terence Hill, Nino Frassica e Flavio Insinna, trasmessa da Rai 1.
Nel 2005 partecipa a tre fiction televisive: Edda, regia di Giorgio Capitani, nel ruolo di Nora Pessine; San Pietro, regia di Giulio Base, nel ruolo di Maddalena e Una famiglia in giallo, regia di Alberto Simone, nel ruolo del vice questore Emma Caponero. Ritorna poi nella serie televisiva Don Matteo 5, regia di Giulio Base, Carmine Elia, Elisabetta Marchetti, nello stesso ruolo del passato. Nel 2007 in teatro recita accanto a Enrico Beruschi nel musical Gli uomini preferiscono le bionde. Appare ancora in televisione in Gente di mare 2, per la regia di Giorgio Serafini (partecipa all'episodio intitolato Una vita da salvare), poi in Vita da paparazzo, regia di Pier Francesco Pingitore, nel ruolo di Giovanna ed in Terapia d'urgenza, regia di Carmine Elia, Lucio Gaudino e Gianpaolo Tescari, nel ruolo della dottoressa Laura Costa.
Si dedica ancora al cinema e partecipa al film Il sottile fascino del peccato, per la regia di Franco Salvia, nel ruolo di Rachele, direttrice d'albergo, ed al corto Divino di Giovanni Bufalini, nel ruolo di Donna. La carriera prosegue in televisione con Il delitto di via Poma, regia di Roberto Faenza, nel ruolo di una giornalista; Sarò sempre tuo padre, regia di Lodovico Gasparini, nel ruolo di Carlotta; Miss Wolf and the Lamb, regia di Roberto Leoni; La vita che corre, regia di Fabrizio Costa, nel ruolo di Elena e Rex (nella quarta stagione partecipa all'episodio Gioco sottobanco, nel ruolo di Lisa Mantovani).
Dal 12 dicembre 2022 prende parte, come concorrente, alla settima edizione del reality show Grande Fratello VIP.

## Vita privata
Nel maggio 2019 sposa Mauro Graiani, suo compagno da 18 anni. Dalla loro unione sono nate due figlie.
Si professa cattolica.

## Filmografia

### Cinema
- Finalmente soli, regia di Umberto Marino (1997)
- Fuochi d'artificio, regia di Leonardo Pieraccioni (1997)
- Il sottile fascino del peccato, regia di Franco Salvia (2010)
- Un piccolo cambio di programma, regia di Valentina Tomada – cortometraggio (2010)
- La strada di Paolo, regia di Salvatore Nocita (2011)
- Divino, regia di Giovanni Bufalini – cortometraggio (2011)
- 100 metri dal paradiso, regia di Raffaele Verzillo (2012)
- Miss Wolf and the Lamb, regia di Roberto Leoni – cortometraggio (2012)
- Il disordine del cuore, regia di Edoardo Margheriti (2013)
- Babbo Natale non viene da Nord, regia di Maurizio Casagrande (2015)
- Felicissime condoglianze, regia di Claudio Insegno (2017)
- Metti la nonna in freezer, regia di Giancarlo Fontana (2018) - cameo
- Amici per la pelle, regia di Pierluigi Di Lallo (2022)
- 30 anni (di meno), regia di Mauro Graiani (2024)
- Tu quoque, regia di Gianni Quinto (2025)

### Televisione
- Un posto al sole – serial TV, 1 episodio (1997)
- S.P.Q.R. – serie TV, episodio 1x12 (1998)
- Anni '50, regia di Carlo Vanzina – miniserie TV (1998)
- Tequila & Bonetti – serie TV, 22 episodi (2000)
- Don Matteo – serie TV, 49 episodi (2000-2006)
- La casa delle beffe, regia di Pier Francesco Pingitore – miniserie TV (2000)
- Carabinieri – serie TV, 4 episodi (2003-2004)
- Edda, regia di Giorgio Capitani – miniserie TV (2005)
- San Pietro, regia di Giulio Base – miniserie TV (2005)
- Una famiglia in giallo, regia di Alberto Simone – serie TV (2005)
- Gente di mare – serie TV, episodio 2x02 (2007)
- Vita da paparazzo, regia di Pier Francesco Pingitore – miniserie TV (2008)
- Terapia d'urgenza – serie TV (2008)
- Sarò sempre tuo padre, regia di Lodovico Gasparini – miniserie TV (2011)
- Il delitto di via Poma, regia di Roberto Faenza – film TV (2011)
- La vita che corre, regia di Fabrizio Costa – miniserie TV (2012)
- Rex – serie TV, episodio 4x03 (2013)
- Un medico in famiglia – serie TV, episodio 8x21 (2013)
- Il restauratore – serie TV, episodio 2x11 (2014)
- Vita, regia di Claudio Insegno – sitcom (2021)
- 4 misteri e un funerale – serie TV (2022)
- Noi siamo leggenda – serie TV, 7 episodi (2023)

## Teatro
- Atti unici di Antonio Serrano
- Se ne cadette o' Teatro di Bruno Colella (1985)
- La voglia matta di Attilio Corsini (1993)
- I tre moschettieri di Pino Ammendola e Nicola Pistoia (1999)
- Il giorno della civetta di Fabrizio Catalano
- BuFFFoni di Mario Castellacci e Pier Francesco Pingitore (1999-2000)
- Piacioni, burini & cocottes di Mario Castellacci e Pier Francesco Pingitore (2000-2001)
- Gli uomini preferiscono le bionde (2007)
- Campo dei fiori di Pino Quartullo (2012)
- Pierino e il lupo di Sergej Prokof'ev (2013) Narratrice
- Il tempo delle mail di Giulia Ricciardi (2013)
- Forbici e follia (2014)
- La stranissima copia di Diego Ruiz (2014-2015)
- L'uomo perfetto di Diego Ruiz (2016-2017, 2020)
- Sexy e indecise di Mauro Graiani, regia di Cinzia Berni (2022)
- La ciliegina sulla torta di Diego Ruiz (2022)

## Programmi TV
- Viaggiare... Viaggiando (Rai 1, 1992)
- Premio Regia Televisiva (Rai 1, 2000) – co-conduttrice
- Donne & Viaggi (Rete 4, 2000)
- BuFFFoni (Canale 5, 2000)
- Saloon (Canale 5, 2001)
- Attenti al buffone (RaiSat Show, 2002)
- Live - Non è la D'Urso (Canale 5, 2019) – opinionista ricorrente
- Grande Fratello VIP 7 (Canale 5, 2022-2023) – concorrente

## Altre attività

### Pubblicità
- Star – testimonial
- Pesto alla genovese Barilla – testimonial[senza fonte]